# Saint-Alban-Leysse
Saint-Alban-Leysse és un municipi francès situat al departament de la Savoia i a la regió d'Alvèrnia-Roine-Alps. L'any 2007 tenia 5.560 habitants.

## Demografia

### Població
El 2007 la població de fet de Saint-Alban-Leysse era de 5.560 persones. Hi havia 2.271 famílies de les quals 700 eren unipersonals (282 homes vivint sols i 418 dones vivint soles), 676 parelles sense fills, 688 parelles amb fills i 207 famílies monoparentals amb fills.
La població ha evolucionat segons el següent gràfic:
Habitants censats

### Habitatges
El 2007 hi havia 2.499 habitatges, 2.327 eren l'habitatge principal de la família, 62 eren segones residències i 111 estaven desocupats. 1.484 eren cases i 972 eren apartaments. Dels 2.327 habitatges principals, 1.625 estaven ocupats pels seus propietaris, 665 estaven llogats i ocupats pels llogaters i 36 estaven cedits a títol gratuït; 82 tenien una cambra, 275 en tenien dues, 460 en tenien tres, 633 en tenien quatre i 877 en tenien cinc o més. 1.957 habitatges disposaven pel capbaix d'una plaça de pàrquing. A 1.075 habitatges hi havia un automòbil i a 1.076 n'hi havia dos o més.

### Piràmide de població
La piràmide de població per edats i sexe el 2009 era:
| Homes | Edats   | Dones |
| ----- | ------- | ----- |
| 0     | 95 o +  | 4     |
| 8     | 90 a 94 | 32    |
| 16    | 85 a 89 | 48    |
| 16    | 80 a 84 | 52    |
| 76    | 75 a 79 | 60    |
| 60    | 70 a 74 | 104   |
| 120   | 65 a 69 | 120   |
| 120   | 60 a 64 | 148   |
| 136   | 55 a 59 | 128   |
| 156   | 50 a 54 | 156   |
| 188   | 45 a 49 | 204   |
| 164   | 40 a 44 | 228   |
| 204   | 35 a 39 | 224   |
| 196   | 30 a 34 | 176   |
| 164   | 25 a 29 | 144   |
| 133   | 20 a 24 | 152   |
| 132   | 15 a 19 | 220   |
| 204   | 10 a 14 | 196   |
| 188   | 5 a 9   | 188   |
| 144   | 0 a 4   | 96    |

## Economia
El 2007 la població en edat de treballar era de 3.672 persones, 2.751 eren actives i 921 eren inactives. De les 2.751 persones actives 2.551 estaven ocupades (1.298 homes i 1.253 dones) i 200 estaven aturades (90 homes i 110 dones). De les 921 persones inactives 339 estaven jubilades, 353 estaven estudiant i 229 estaven classificades com a «altres inactius».

### Ingressos
El 2009 a Saint-Alban-Leysse hi havia 2.362 unitats fiscals que integraven 5.757,5 persones, la mediana anual d'ingressos fiscals per persona era de 22.073 €.

### Activitats econòmiques
Dels 360 establiments que hi havia el 2007, 6 eren d'empreses extractives, 6 d'empreses alimentàries, 4 d'empreses de fabricació de material elèctric, 1 d'una empresa de fabricació d'elements pel transport, 12 d'empreses de fabricació d'altres productes industrials, 59 d'empreses de construcció, 106 d'empreses de comerç i reparació d'automòbils, 17 d'empreses de transport, 12 d'empreses d'hostatgeria i restauració, 6 d'empreses d'informació i comunicació, 14 d'empreses financeres, 16 d'empreses immobiliàries, 60 d'empreses de serveis, 25 d'entitats de l'administració pública i 16 d'empreses classificades com a «altres activitats de serveis».
Dels 89 establiments de servei als particulars que hi havia el 2009, 1 era una oficina de correu, 2 oficines bancàries, 10 tallers de reparació d'automòbils i de material agrícola, 1 taller d'inspecció tècnica de vehicles, 9 establiments de lloguer de cotxes, 1 autoescola, 6 paletes, 13 guixaires pintors, 8 fusteries, 11 lampisteries, 10 electricistes, 4 empreses de construcció, 4 perruqueries, 1 veterinari, 3 restaurants, 4 agències immobiliàries i 1 saló de bellesa.
Dels 44 establiments comercials que hi havia el 2009, 3 eren supermercats, 2 grans superfícies de material de bricolatge, 1 una botiga de menys de 120 m², 7 fleques, 4 carnisseries, 1 una botiga de congelats, 2 llibreries, 6 botigues de roba, 1 una botiga d'equipament de la llar, 3 botigues d'electrodomèstics, 7 botigues de mobles, 5 botigues de material esportiu, 1 una botiga de material de revestiment de parets i terra i 1 una floristeria.
L'any 2000 a Saint-Alban-Leysse hi havia 14 explotacions agrícoles.

## Equipaments sanitaris i escolars
El 2009 hi havia 1 hospital de tractaments de mitja durada (seguiment i rehabilitació) i 2 farmàcies.
El 2009 hi havia 1 escola maternal i 2 escoles elementals. Saint-Alban-Leysse disposava d'un col·legi d'educació secundària amb 593 alumnes.

## Poblacions més properes
El següent diagrama mostra les poblacions més properes.